# Beilschmiedia velutina
Apollonias grandiflora — багаторічна рослина з роду аполлонія родини лаврових, ендемік Мадагаскару. Її назва дослівно українською перекладається як «аполлонія великоквіткова».

## Біоморфологічна характеристика
Вічнозелене стійке дерево. Молоді пагони зелені, з гладенькою корою. Черешки злегка запушені, завдовжки до 15–22 мм. Листки чергові, еліптично-яйцеподібні, цілокраї, коротко загострені, завдовжки 7–12 см, завширшки 3,5–6 см. Краї листків злегка жорсткуваті і злегка запушені. Жилкування пірчасте.
Квітки кулясті, червоно-бурі, зібрані в коротко-повстисті волоті. Довжина кожного суцвіття складає 2–5 см, біля його основи помітні приквітки яйцеподібної або ланцетної форми, завдовжки 2–5 мм. Тичинки із сидячими пиляками. Зав'язь гола, еліптична, завдовжки 1 мм.

## Середовище проживання
Зростає виключно на Мадагаскар. Apollonias grandiflora ендемічна для центрально-східних лісів цього острова.
Населяє від сухих лісів до вологих вічнозелених лісів. Росте на висотах 0–1500 метрів.

## Загрози й охорона
Вид перебуває під загрозою вирубування й спалювання, видобутку корисних копалин та незаконної експлуатації недеревинної лісової продукції.
Він зафіксований у межах заповідних територій та інших важливих об'єктів, таких як Аналамазаотра, Анджанахарібе-Суд, Бора, Мароджеї, Раномафана, Захамена.